# Sanja
Sanja ist ein weiblicher Vorname. 

## Bekannte Namensträger

### Weiblich
- Sanja Doležal (* 1963), kroatische Sängerin

- Sanja Bizjak (* 1988), serbische Pianistin
- Sanja Damjanović (* 1972), montenegrinische Physikerin und Wissenschaftsministerin
- Sanja Iveković (* 1949), kroatische Künstlerin
- Sanja Jovanović (* 1986), kroatische Rückenschwimmerin
- Sanja Kusmuk (* 1996), bosnische Skilangläuferin und Biathletin
- Sanja Milenković (1983–1999), ziviles Opfer eines NATO-Bombenangriffs während des Kosovokrieges
- Sanja Nikčević (* 1960), kroatische Theaterwissenschaftlerin, -kritikerin und Professorin an der Kunstakademie Osijek
- Sanja Popović (* 1984), kroatische Volleyballnationalspielerin
- Sanja Vejnović (* 1961), kroatische Schauspielerin
- Sanja Vlahović (* 1973), montenegrinische Ökonomin und Politikerin
- Sanja Vučić (* 1993), serbische Sängerin
- Sanja Vujović (* 1987), serbische Handballspielerin

### Männlich
- Aleksandar Ilić (1951–2021), serbischer Komponist und Musiker, siehe Sanja Ilić

## Ähnliche Namen
| - Sanya - Sonja - Sinja - Sinje - Sona - Soňa | - Soniya - Sonija - Sonje - Sontje - Sunja | - Sunje - Sünja - Sünje - Sonka - Sonjo |